# Zhalantun
Zhalantun léase Zhálan-Túan (en chino simplificado, 扎兰屯市; pinyin, Zhālántún shì; en mongol: Жалан-Айл хот) es una ciudad-condado bajo la administración directa de la ciudad-prefectura de Hulun Buir en la región autónoma de Mongolia Interior, República Popular China. La ciudad yace al norte de los montes Gran Khingan a una altura que va desde los 250 a 1706 m s. n. m. y es bañada por el río Argún.  Con una superficie de 16 800 kilómetros cuadrados, es la quinta ciudad más grande a nivel de condado en China con una población para 2010 de más de 350 mil habitantes.

## Historia
Zhalantun antes era conocido como Buteha (布特哈), y la ciudad se convirtió en un centro administrativo en la era de Kangxi. En 1929, Buteha fue renombrado como condado de Yalu (雅鲁 县) porque el río Yalu que la atraviesa, pero en 1933 se convirtió en Bandera Zalantun (扎兰屯 旗). En 1983, Zalantun dejó de ser una bandera y formó a hacer parte de Hulunbuir.

## Clima
Tiene una temperatura promedio anual de 2 °C y una precipitación promedio anual de 480 mm. La porción noroeste del distrito se compone de bosques naturales en las montañas del Gran Khingan.
| Parámetros climáticos promedio de Zhalantun (1971–2000) | Parámetros climáticos promedio de Zhalantun (1971–2000) | Parámetros climáticos promedio de Zhalantun (1971–2000) | Parámetros climáticos promedio de Zhalantun (1971–2000) | Parámetros climáticos promedio de Zhalantun (1971–2000) | Parámetros climáticos promedio de Zhalantun (1971–2000) | Parámetros climáticos promedio de Zhalantun (1971–2000) | Parámetros climáticos promedio de Zhalantun (1971–2000) | Parámetros climáticos promedio de Zhalantun (1971–2000) | Parámetros climáticos promedio de Zhalantun (1971–2000) | Parámetros climáticos promedio de Zhalantun (1971–2000) | Parámetros climáticos promedio de Zhalantun (1971–2000) | Parámetros climáticos promedio de Zhalantun (1971–2000) | Parámetros climáticos promedio de Zhalantun (1971–2000) |
| Mes                                                     | Ene.                                                    | Feb.                                                    | Mar.                                                    | Abr.                                                    | May.                                                    | Jun.                                                    | Jul.                                                    | Ago.                                                    | Sep.                                                    | Oct.                                                    | Nov.                                                    | Dic.                                                    | Anual                                                   |
| ------------------------------------------------------- | ------------------------------------------------------- | ------------------------------------------------------- | ------------------------------------------------------- | ------------------------------------------------------- | ------------------------------------------------------- | ------------------------------------------------------- | ------------------------------------------------------- | ------------------------------------------------------- | ------------------------------------------------------- | ------------------------------------------------------- | ------------------------------------------------------- | ------------------------------------------------------- | ------------------------------------------------------- |
| Temp. máx. abs. (°C)                                    | 4.3                                                     | 10.2                                                    | 22.1                                                    | 30.7                                                    | 38.0                                                    | 39.5                                                    | 38.7                                                    | 35.2                                                    | 31.8                                                    | 29.7                                                    | 15.8                                                    | 5.9                                                     | '                                                       |
| Temp. media (°C)                                        | −17.0                                                   | −12.6                                                   | −4.5                                                    | 5.4                                                     | 13.7                                                    | 19.0                                                    | 21.4                                                    | 19.3                                                    | 12.6                                                    | 3.7                                                     | −7.3                                                    | −14.9                                                   | 3.23                                                    |
| Temp. mín. abs. (°C)                                    | −34.7                                                   | −31.3                                                   | −26.7                                                   | −14.2                                                   | −6.3                                                    | 2.8                                                     | 8.0                                                     | 1.6                                                     | −5.7                                                    | −15.9                                                   | −25.3                                                   | −34.5                                                   | '                                                       |
| Precipitación total (mm)                                | 1.1                                                     | 1.2                                                     | 3.2                                                     | 17.1                                                    | 32.9                                                    | 95.5                                                    | 162.0                                                   | 116.4                                                   | 51.4                                                    | 18.5                                                    | 3.9                                                     | 2.4                                                     | 505.6                                                   |
| Días de precipitaciones (≥ 0.1 mm)                      | 2.2                                                     | 2.4                                                     | 3.3                                                     | 4.9                                                     | 7.9                                                     | 13.8                                                    | 15.7                                                    | 13.2                                                    | 9.4                                                     | 4.5                                                     | 3.1                                                     | 3.9                                                     | 84.3                                                    |
| Fuente: Weather China                                   |                                                         |                                                         |                                                         |                                                         |                                                         |                                                         |                                                         |                                                         |                                                         |                                                         |                                                         |                                                         |                                                         |

## Economía
La economía de Zhalantun se basa principalmente en el turismo, la agricultura, la ganadería y la silvicultura. El ferrocarril Harbin-Manzhouli atraviesa la ciudad. Es rica en granos, particularmente trigo, soja y maíz. Tiene base industrial en producción de papel, producción de dulces y lana. 